# Sady (Przysucha)
Pour les articles homonymes, voir Sady.
Sady (prononciation : [ˈsadɨ]) est un village polonais de la gmina de Potworów dans le powiat de Przysucha de la voïvodie de Mazovie dans le centre-est de la Pologne.
Il se situe à environ 8 kilomètres au sud de Potworów (siège de la gmina), 11 kilomètres au nord-est de Przysucha (siège du powiat) et à 88 kilomètres au sud de Varsovie (capitale de la Pologne).

## Histoire
De 1975 à 1998, le village appartenait administrativement à la voïvodie de Radom.